# ツギハギカラフル
『ツギハギカラフル』は、日本のバンド・東京スカパラダイスオーケストラの22枚目のオリジナルアルバム。2019年11月20日にcutting edgeより発売された。

## 背景・音楽性
東京スカパラダイスオーケストラのデビュー30周年を記念して発表されたオリジナルアルバム。CDの1枚目は「歌モノ盤」、2枚目は「インスト盤」となっている。2018年から2019年にかけてシングルとしてリリースされた「ちえのわ feat. 峯田和伸」「メモリー・バンド」「明日以外すべて燃やせ feat. 宮本浩次」「リボン feat. 桜井和寿」を含む全17曲が収録されており、「メモリー・バンド」とともに両A面シングルとしてリリースされた「This Challenger」は未収録となっている。
本作について、茂木欣一は「30年間のスカパラの集大成だと思う」とし、次のように語っている。
| 「                                                  | 何のために奏でているか? もちろん売れるためのポップミュージックを作るというのは命題だけど、それ以上に、みんなで心を一つにして夢中になれる作品を生み出そうということを、ただただ考えていたような気がします。もっと人の心の深いところに届ける音を、みんなで目指してるサウンドな気がします。実際、スカパラの音がこんなに気持ち良く響いてるアルバムは、この数年でダントツこれだと言い切れます | 」 |
| —茂木欣一（『ツギハギカラフル』ライナーノーツより） | |    |

アルバムタイトルについて、谷中敦は「ずっと住んでる東京の街を見ると、古いビルや新しく大きなビルとか渾然一体で、ちぐはぐにぐちゃぐちゃだけど、それぞれのビルや建物はきっと元々それぞれ誰かの夢なんだろうと思った。破れた夢もあるし、新たな夢もある、悲しそうな夢もあるけど、幸せそうな夢もある。東京はそんなツギハギな街だけど、これからみんなで作る未来もきっとツギハギでカラフルなのが楽しいのさ! と思ってつけたタイトルです」とコメントしている。

## リリース・プロモーション
CD+Blu-ray盤、CD+DVD盤、CD ONLY盤の3形態で発売。CD+Blu-ray盤はCD2枚組+Blu-ray2枚、CD+DVD盤はCD2枚組+DVD2枚、CD ONLY盤はCD2枚組で、CD+Blu-ray盤は初回限定でデジパック仕様となっている。また、初回封入特典として2020年3月20日に国立代々木競技場第一体育館で開催されるライブ『東京スカパラダイスオーケストラ 30th Anniversary 2020「TOKYO SKA 30 完結編 ～ツギハギカラフル～」』の抽選先行受付と、購入先によって異なる先着特典も用意された（後述）。発売と同時にダウンロード配信・サブスクリプション配信も開始された。
前作『GLORIOUS』以来約1年8か月ぶりとなるオリジナルアルバム。
本作のアートディレクターは吉永祐介 (solla Inc.) が担当。ジャケット写真はレスリー・キーによるものである。
Blu-rayとDVD共に、2019年5月から6月まで開催されたライブハウスツアー『東京スカパラダイスオーケストラ 30th Anniversary Tour「Traveling Ska JAMboree」』よりTOSHI-LOW (BRAHMAN/OAU)、奥田民生、LiSA、中村達也、田島貴男 (ORIGINAL LOVE)、大森靖子、EGO-WRAPPIN'、MONGOL800、SKY-HI、10-FEET、04 Limited Sazabys、斉藤和義、ハナレグミ、BiSHの14組とのセッション映像が収められている。また、Bu-rayにのみ7曲のミュージック・ビデオと、2019年6月12日にZepp DiverCityで開催されたライブ『東京スカパラダイスオーケストラ 30th Anniversary Live「Are you ready for TOKYO SKA?」』よりフジファブリックとのコラボレーションを含む5曲のライブ映像が収録されている。ライブ映像の監督は二宮ユーキが務めた。

### 店舗特典
| 対象店舗                 | 特典内容                                       |
| ------------------------ | ---------------------------------------------- |
| タワーレコード           | A4クリアファイル+ポストカード                  |
| TSUTAYA RECORDS          | A5クリアファイル                               |
| セブンネットショッピング | ジッパーバッグ (225 × 150mm)                   |
| 楽天ブックス             | クラフトステッカー (105 × 149mm)               |
| Amazon.co.jp             | デカジャケットCD+DVD盤バージョン (240 × 240mm) |
| 上記以外の店舗           | ステッカー (100 × 100mm)                       |

## 収録曲 (CD)
- 全編曲・プロデュース：東京スカパラダイスオーケストラ

### DISC 1
歌モノ盤
- 全作詞：谷中敦（#1, #5除く）

1. Jamaica Ska feat. キヨサク (MONGOL800) & TAKUMA (10-FEET) [3:54]
  - 作詞・作曲：Kenneth Lazarus, Byron Lee（英語版）, Keith Lyn

オリジナルは1964年にByron Lee & the Dragonaires（英語版）によって発表された楽曲[12]。
2. ツギハギカラフル [3:28]
  - 作曲：川上つよし

エイベックス・ピクチャーズ配給映画『任俠学園』主題歌[13]。
2019年9月25日より先行配信が行なわれた[14]。
3. リボン feat. 桜井和寿 [3:53]
  - 作曲：NARGO

45thシングル。
キリンビール「ビールはいつも」篇 CMソング[15]。
4. 遊戯みたいにGO [3:00]
  - 作曲：NARGO

配信限定シングル。
日本テレビ系ドラマ『遊戯みたいにいかない。』主題歌[16]。
5. ザ・ターミナル -Monsieur Periné（英語版） Remix- [4:25]
  - 作詞：Catalina García（スペイン語版） and Santiago Sarabia / 作曲：沖祐市 / プロデュース：Monsieur Periné & 東京スカパラダイスオーケストラ

コロンビア出身の8人組バンド・Monsieur Perinéとのコラボレーション[8]。
6. ちえのわ feat. 峯田和伸 [4:16]
  - 作曲：川上つよし

42ndシングル。
7. メモリー・バンド [3:53]
  - 作曲：沖祐市

43rdシングル。
8. 明日以外すべて燃やせ feat. 宮本浩次 [4:21]
  - 作曲：沖祐市

44thシングル。
9. 風のプロフィール feat. 習志野高校吹奏楽部 [4:16]
  - 作曲：NARGO

本作のリードトラック[17]。2019年11月6日より先行配信が行なわれた[18]。
2019年の選抜高等学校野球大会で、習志野高校吹奏楽部が応援の際に「Paradise Has No Border」を演奏しており、それがメンバーの耳に入ったことがきっかけとなって制作された[19]。
ミュージック・ビデオが制作された（後述）。
2020年にキリンビール「氷結」CMソングに起用された[20]。
ベスト・アルバム『TOKYO SKA TREASURES 〜ベスト・オブ・東京スカパラダイスオーケストラ〜』『NO BORDER HITS 2025→2001 〜ベスト・オブ・東京スカパラダイスオーケストラ〜』にも収録された。

### DISC 2
インスト盤
1. ¡Dale Dale! ～ダレ・ダレ!～ feat. チバユウスケ [2:43]
  - 作曲：川上つよし

WOWOW「WOWOWスペインサッカー 19-20シーズン」イメージソング[21]。
本アルバム発売日1週間前の11月13日に先行配信された[22]。
チバとのコラボレーションは2001年発売のシングル曲「カナリヤ鳴く空」以来約18年ぶりとなる。
ミュージック・ビデオが制作された（後述）。
ベスト・アルバム『NO BORDER HITS 2025→2001 〜ベスト・オブ・東京スカパラダイスオーケストラ〜』にも収録された。
2. HAMMERHEAD [3:11]
  - 作曲：NARGO

メガネブランド・JINSとコラボレーションしたミュージック・ビデオが制作され、バンドの公式YouTubeチャンネルで公開されている[23]。
ベスト・アルバム『NO BORDER HITS 2025→2001 〜ベスト・オブ・東京スカパラダイスオーケストラ〜』にも収録された（ファンクラブ限定盤のみ）。
3. スペクター [3:45]
  - 作曲：NARGO / プロデュース：Mario Caldato Jr.（英語版）

ネイチャーラボ「MARO/マーロ」CMソング[24]。
4. ORIHIME! [3:53]
  - 作曲：沖祐市

ダイハツ工業「タント」CMソング[24]。
5. ラ・ノーチェ [La Noche] [3:42]
  - 作曲：川上つよし / プロデュース：Mario Caldato Jr.
6. 憂愁モダン ～Album Ver. [4:11]
  - 作曲：谷中敦

配信限定シングルのアルバム・バージョン。
ミュージカル『怪人と探偵』テーマソング[25]。
7. Mr. Foolish [4:46]
  - 作曲：沖祐市
8. ザ・ターミナル [4:24]
  - 作曲：沖祐市

TOKYO FM情報番組『ONE MORNING』オープニングテーマ[26]。

## 収録内容 (Blu-ray, DVD)

### Blu-ray DISC 1
Music Video
1. ちえのわ feat. 峯田和伸
2. メモリー・バンド
3. 明日以外すべて燃やせ feat. 宮本浩次
4. リボン feat. 桜井和寿
5. 遊戯みたいにGO
6. ¡Dale Dale! ～ダレ・ダレ!～ feat. チバユウスケ
監督は田辺秀伸が務めた。バンドの公式YouTubeチャンネルでも公開されている[22]。
7. 風のプロフィール feat. 習志野高校吹奏楽部
監督は田辺秀伸が務めた。バンドの公式YouTubeチャンネルでも公開されている[19]。

### Blu-ray DISC 2, DVD DISC 1 - 2
30th Anniversary Tour「Traveling Ska JAMboree」
1. 野望なき野郎どもへ / 満月の夕
GUEST：TOSHI-LOW (BRAHMAN / OAU)
2019/05/02 at DRUM LOGOS
2. スターな男 / 美しく燃える森
GUEST：奥田民生
2019/05/03 at DRUM LOGOS
3. サファイアの星
GUEST：LiSA
2019/05/11 at NIIGATA LOTS
4. ドラムバトル / 火の玉ジャイヴ / Mach Venus
GUEST：中村達也
2019/05/12 at NIIGATA LOTS
5. 接吻 / めくれたオレンジ
GUEST：田島貴男 (ORIGINAL LOVE)
2019/05/16 at PENNY LANE24
6. ちえのわ / 絶対絶望絶好調
GUEST：大森靖子
2019/05/22 at Rensa
7. 縦書きの雨 / くちばしにチェリー
GUEST：EGO-WRAPPIN'
2019/05/23 at Rensa
DVDではここまでがDISC 1となる。
8. 流れゆく世界の中で / DON'T WORRY BE HAPPY
GUEST：MONGOL800
2019/05/25 at なんばHatch
9. Paradise Has No Border - SKY-HI Remix-
GUEST：SKY-HI
2019/05/26 at なんばHatch
10. 閃光 / DOWN BEAT STOMP
GUEST：10-FEET
2019/05/28 at DIAMOND HALL
11. 銀河と迷路 / 美しく燃える森
GUEST：04 Limited Sazabys
2019/05/29 at DIAMOND HALL
12. 歩いて帰ろう / 君と僕
GUEST：斉藤和義
2019/06/06 at HIROSHIMA CLUB QUATTRO
13. 追憶のライラック / いかれたBaby
GUEST：ハナレグミ
2019/06/07 at HIROSHIMA CLUB QUATTRO
14. カナリヤ鳴く空 / BiSH -星が瞬く夜に-
GUEST：BiSH
2019/06/11 at Zepp DiverCity

30th Anniversary Live「Are you ready for TOKYO SKA?」（Blu-rayのみ）
2019/06/12 at Zepp DiverCity
1. 戦場に捧げるメロディー（GUEST：フジファブリック）
2. Are You Ready to Ska?
3. 5 days of TEQUILA
4. 水琴窟
5. 遊戯みたいにGO

## 参加ミュージシャン
- 東京スカパラダイスオーケストラ
  - NARGO：Trumpet, Vocal (DISC 1: #4)
  - 北原雅彦：Trombone
  - GAMO：Tenor Sax, Soprano Sax
  - 谷中敦：Baritone Sax, Flute, Vocal (DISC 1: #2, #4)
  - 加藤隆志：Guitar
  - 川上つよし：Bass
  - 沖祐市：Keyboards, Vocal (DISC 1: #7)
  - 大森はじめ：Percussion
  - 茂木欣一：Drums, Vocal (DISC 1: #2, #7, #9)

### DISC 1
- キヨサク (MONGOL800)：Vocal (#1)
- TAKUMA (10-FEET)：Vocal (#1)
- 桜井和寿：Vocal (#3)
- Darwin Paez：Drums (#5), Tambora（スペイン語版） (#5)
- Miguel Guerra：Tambor Alegre（スペイン語版） (#5)
- Santiago Sarabia：Bass (#5), Ronroco（英語版） (#5), Ukelele (#5), Chillador（英語版） (#5), Synths (#5), Backing Vocals FX (#5), Sound Design (#5)
- Catalina García（英語版）：Lead Vocal (#5)
- 峯田和伸：Vocal (#6)
- 宮本浩次：Vocal (#8)
- 習志野高校吹奏楽部 (#9)

### DISC 2
- チバユウスケ (#1)